# Werner Van Cleemput
Werner F.P. Van Cleemput (Sint-Niklaas, België, 14 juli 1930 - Waasmunster, België, 20 juli 2006) was een hedendaags Belgisch componist.

## Levensloop
Van Cleemput studeerde aan de muziekacademie van zijn geboortestad en volgde cursussen aan de Halewynstichting te Antwerpen; zo kreeg hij onder meer onderricht van Albert Delvaux en Nini Bulterys. Aan de IPEM te Gent volgde hij een cursus Psycho-akoestica en elektronische muziek. Van beroep was hij werkzaam als ambtenaar, alhoewel hij het diploma behaalde om muziekleraar in het dagonderwijs te worden.
Als componist was Van Cleemput echt volledig autodidact. In 1972 trad hij voor het eerst naar buiten als componist en sindsdien worden zijn composities regelmatig bekroond bij allerhande compositieprijzen. Zo kreeg hij onder andere de August de Boeck-Prijs voor een cantate, de Prijs van de Provincie van Luik voor een balletsuite voor symfonisch orkest, de SABAM Prijs voor zijn strijkkwartet Children's Portraits, de Irène Fuerison Prijs van de Franstalige Koninklijke Academie van België voor zijn Suite voor Pieter Breughel en die Prijs van de stad Mechelen voor een Beiaardcompositie.
Op aanraden van Victor Legley werd hij in 1973 verzocht voor harmonieorkest te componeren. Zo werd datzelfde jaar zijn suite Music Hall door de Muziekkapel van de Belgische Zeemacht in Oostende gecreëerd. In 1975 kreeg hij een opdracht van de Belgische Radio BRT3; het werk D'Ar Penn Ar Bed een Bretonse suite voor groot harmonieorkest, werd gecreëerd door de Muziekkapel van de Belgische Rijkswacht. Op dit vlak sleepte hij talrijke internationale prijzen in de wacht en zorgde tevens voor een permanente Belgische aanwezigheid in de blaasmuziekwereld ver over de landsgrenzen heen. 
Sinds jaren was Van Cleemput een zeer gewaardeerd jurylid bij allerlei HaFaBratoernooien overal in België; zijn optredens bij diverse jongerenweekends brachten hem de waardering van de musicerende jeugd. 
Werner Van Cleemput stelde zich vooral ten doel kwaliteitsvolle muziek voor amateurorkesten te schrijven, wat zijn composities niet altijd toegankelijk maakt voor een doorsnee amateursorkest. Daar hij noch dissonantie noch een dichte harmonische schrijfwijze schuwde, vereisen zijn composities meestal extra aandacht voor wat de toonvorming betreft. Zo wisten de composities Van Cleemput een aparte en erg gewaardeerde plaats in het internationale HaFaBra repertoire te veroveren.

## Composities

### Werken voor orkest
- 1972 Balletflitsen, suite voor symfonisch orkest
- Romance, voor viool en kamerorkest
- Gedichtje van St. Niklaas, voor twee strijkers en kamerorkest
- Boerecharleston, voor twee strijkers en kamerorkest

### Werken voor orgel
- Het Einde van de Diaspora
- Gruppetto

### Werken voor harmonie- en fanfareorkest
- 1973 Music Hall
- 1975 D'Ar Penn Ar Bed, voor symfonisch blaasorkest
- 1976 Petite Suite Provençale, voor jeugdharmonieorkest (bekroond met de Hilvarenbeekse Muziekprijs 1976)
- 1977 On the Village Green (Onder den Toren), voor harmonie- of fanfareorkest
- 1980 Les Recontres de St. Flour, voor harmonie- of fanfareorkest
- 1982 Caribbean Flush, voor bariton (of eufonium) solo en harmonieorkest
- 1982 Η ΑΡΑΧΝΗ ΠΟΙΗΜΑ ΤΗΣ ΥΒΡΕΩΣ - Arachne - Het gedicht van de (artistieke) hoogmoed, voor harmonieorkest
- 1982 Flandria Nostra
- 1983 Summa cum Laude, concertmars
- 1983 The 28-82 Link, voor brassband
- 1984 Tompouce
  1. Mars
  2. Wiegelied
  3. Poppenkast
- 1984 Villanelle
  1. Canaries
  2. Rigaudons en rondeau
- 1985 Danze, suite voor harmonie- of fanfareorkest
- 1990 Dia tribe, voor fanfareorkest
- 1991 La folia
- 1995 The village on the hill
- 1998 Orthodoxia voor beiaard en harmonieorkest
- Gospel Time
- Heroic Poem
- In Memoriam
- Jubilee - Concert March
- Little Suite Nr. 2
- Youth

### Kamermuziek
- 1956 Concerto Piccolo
- 1974 Suite voor Pieter Bruegel
- 1976 Children's Portraits, voor strijkkwartet
- 1978 Suite voor Filip
- 1980 Vijf Pastoreelkens
- 1991 Vaudeville suite
- Fiori, voor saxofoonkwartet

### Werken voor piano
- 1955-1957 Impressies
- 1978 Concertino da camera
- 1996 Namk' cotss, voor piano vierhandig

### Werken voor beiaard
- 1973 Drie Canzoni
- 1973 3 Sonneries en 1 Bis (bekroond met de Prijs van de Stad Mechelen)
- 1975 Dithyrambe, Branle en Double (bekroond met de Prijs Staf Nees)
- 1985 Het Beiaardlied van Lier
- 1993 Drie Alleluia's
- 1993 Baroksuite (bekroond met de Prijs van SABAM)
- 1998 Orthodoxia voor beiaard en harmonieorkest